# 李嘉琥
李嘉琥（1941年11月—），男，汉族，湖南长沙人，中华人民共和国医生、政治人物，曾任贵州省政协副主席，中国民主同盟中央委员会常务委员，第九、十届全国政协委员。